# Tortriculladia argentimaculalis
Tortriculladia argentimaculalis är en fjärilsart som beskrevs av George Francis Hampson 1919. Tortriculladia argentimaculalis ingår i släktet Tortriculladia och familjen Crambidae. Inga underarter finns listade i Catalogue of Life.